# 奇亞拉克山 (伊丘尼亞-皮查卡尼)
16°16′11″S 70°20′25″W / 16.26972°S 70.34028°W
奇亞拉克山（Ch'iyar Jaqhi），是秘魯的山峰，位於該國南部莫克瓜大區和普諾大區，由伊丘尼亞區和皮查卡尼區負責管轄，屬於安地斯山脈的一部分，海拔高度5,000米。